# Rhopus laysanensis
Rhopus laysanensis är en stekelart som först beskrevs av Timberlake 1919.  Rhopus laysanensis ingår i släktet Rhopus och familjen sköldlussteklar. Inga underarter finns listade i Catalogue of Life.